# Viola albiensis
Viola albiensis är en violväxtart som beskrevs av Henri L. Sudre. Viola albiensis ingår i släktet violer, och familjen violväxter. Inga underarter finns listade i Catalogue of Life.